# Louise-Félicité Guynement de Kéralio
Louise-Félicité Guynement de Kéralio (Valence, 19 gennaio 1757 – Bruxelles, 31 dicembre 1821) è stata una scrittrice e una femminista francese.

## Biografia

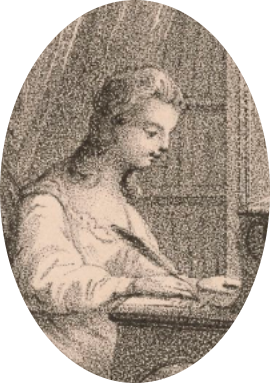
Ritratto di Louise-Félicité Guynement de Kéralio (1778 circa)

Figlia di Louis-Félix Guynement de Kéralio e di Françoise Abeille e nipote dell'architetto Joseph Abeille, a 16 anni tradusse l'Essai sur les moyens de rendre les facultés de l'homme plus utiles à son bonheur, di Jean Gregory, pubblicato anonimo nel 1775, e nel 1777 i Morceaux choisis des Mémoires de l'Académie de Sienne, le prime di una serie di compilazioni e di traduzioni cui faranno seguito sue opere originali. Robespierre, nel 1787 presidente dell'Accademia di Arras, l'accolse come unico membro femminile, insieme con Marie Le Masson Le Golft. Fu anche membro della Società patriottica di Rennes. Pubblicò dal 1786 al 1789, come editrice, 14 volumi di una collezione delle migliori opere francesi scritte da donne.
Con la Rivoluzione, il 13 agosto 1789 Louise de Kéralio fondò a Parigi il Journal d'État et du Citoyen, essendo così la prima redattrice-capo di un giornale nella storia. Sposata con il cordigliere Pierre-François-Joseph Robert, fece parte del Club dei Cordiglieri, aperto anche alle donne per l'iniziaiva del marito, e animò la Société fraternelle de l'un et l'autre sexe.
Poiché il marito aveva votato, come membro dell'Assemblea nazionale, la condanna a morte di Luigi XVI, alla caduta di Napoleone i due coniugi dovettero emigrare in Belgio, a Bruxelles, dove Robert divenne commerciante di liquori. La loro figlia Adélaïde sposò il celebre musicologo belga François-Joseph Fétis.

## Opere
- Les nouveaux extraits des mémoires de l'Académie de Sienne, traduzione, 1772
- Essai sur les moyens de rendre les facultés de l'homme plus utiles à son bonheur, traduzione, 1775
- Histoire du Grand-duché de Toscane sous le gouvernement des Médicis, de Galuzzi, 4 voll., traduzione, 1782-1784
- Adélaïde ou Mémoire de la marquise, 1782
- Voyage dans les Deux-Sicile, de Henry Swinburne, traduzione, 1780
- Voyage en Suisse, 1785
- Histoire d'Elizabeth, reine d'Angleterre, 1788
- Observations sur quelques articles du projet de constitution de Monsieur Mounier, 1789
- Les crimes des reines de France, depuis le commencement de la monarchie jusqu'à Marie-Antoinette, 1791
- Discours sur l'administration des hôpitaux, 1791
- Une réponse à Louvet, 1791
- L'étranger en Irlande ou Voyage dans les parties méridionales et occidentales de cette île, traduzione, 1805
- Voyage en Hollande et dans le midi de l'Allemagne, sur les deux rives du Rhin, traduzione, 1806
- Amélie et Caroline ou l'Amour et l'amitié, 1808
- Alphonse et Mathilde ou la Famille espagnole, 1809
- Rose et Albert ou le Tombeau d'Emma, 1810
- Éléments de construction, 1810